# Popolútovo
Popolútovo (en rus: Пополутово) és un poble de l'óblast de Vladímir, a Rússia, segons el cens del 2010 tenia 23 habitants. Pertany al districte municipal de Múrom.